# Bergknappensiedlung Puchberg

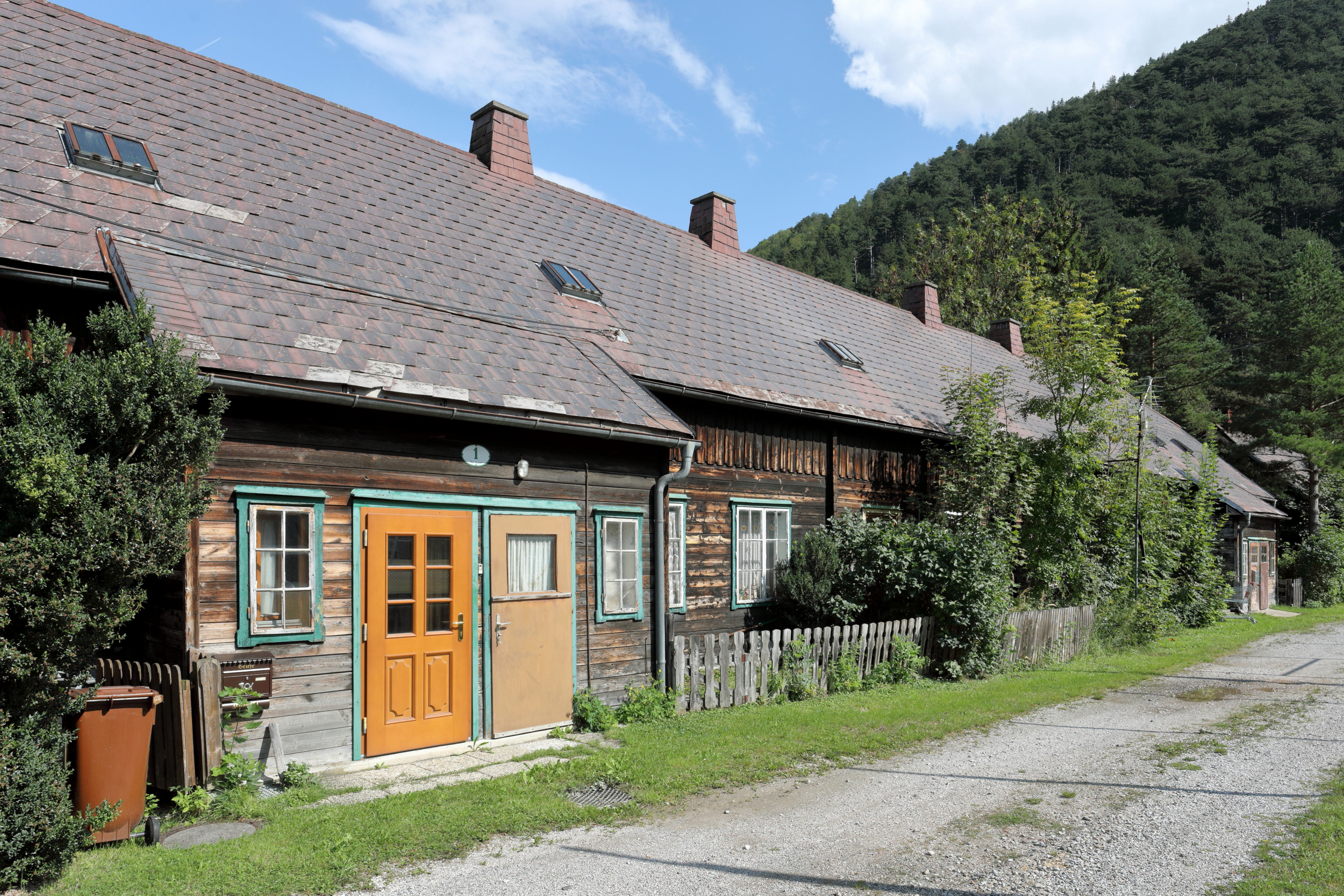
Nordwestlicher Wohnblock der ehemaligen Bergknappensiedlung

Die Bergknappensiedlung Puchberg ist eine ehemalige Bergarbeitersiedlung in Puchberg am Schneeberg in Niederösterreich.
Die Siedlung wurde 1922 durch den Architekten Henry G. Jaeger für das Grünbacher Steinkohlebergwerk errichtet, als das Bergwerk seinen Höchststand von 1450 Arbeitern hatte. Sie besteht aus vier barackenartigen Arbeiterhäuser in massiver Holzbauweise mit je sechs Wohnungen, die heute weitestgehend original erhalten sind, jedoch teilweise dem Verfall preisgegeben sind (Stand 2018). Nur das Wirtschaftsgebäude mit einer Waschküche, Aborten und einem Backofen wurde mit dem Einbau der Sanitäranlagen nicht mehr benötigt und abgerissen.

## Verweis
- Bergknappensiedlung Puchberg auf architekturlandschaft.niederösterreich

Koordinaten: 47° 47′ 30,1″ N, 15° 54′ 53,9″ O